# Predoziranje
Predoziranje (u slengu i eng. overdose) je posljedica konzumiranja prevelike količine droge. Obično povezano uz uzimanje heroina tj. kod intravenskih ovisnika o heroinu, kokainu najučestalije, događa se padom tolerancije kod ovisnika tj. konzumacijom prečiste ili nečiste droge.
Predoziranje najčešće dovodi do zatajenja pluća tako da ostavlja i puno teže posljedice na organizam.